# 岡村隆史
岡村 隆史（おかむら たかし、1970年〈昭和45年〉7月3日 - ）は、日本のお笑いタレント、司会者、俳優、ラジオパーソナリティ、ダンサー。お笑いコンビ・ナインティナインのボケ担当。相方は矢部浩之。
大阪府大阪市東淀川区出身。吉本興業（東京本社）所属。NSC9期生。既婚。

## 来歴
大阪市立豊新小学校、大阪市立東淀中学校から大阪府立茨木西高等学校に進学し、ディエゴ・マラドーナに憧れてサッカー部に入部。同校の1学年先輩に、矢部浩之の実兄・矢部美幸がいた。2年生時に矢部浩之が後輩として入部し、先輩後輩として付き合いが始まる。当時の友人の中には舞台俳優の鈴木健介もおり、友人らとは卒業後も付き合いがあり、ラジオ番組の中でもコンビの共通の話題として度々ネタにしている。
一浪を経て、立命館大学、関西外国語大学、大阪芸術大学に合格。本人は大阪芸術大学への進学を希望していたが、父・治雄（はるお）の勧めで立命館大学経営学部二部へ進学。しかし、高校時代の後輩であった矢部に誘われて吉本興業のタレント養成所・NSCに入所し、大学には8年間在籍したが、最終的に中退した。
NSC入学時の願書の自己PR欄には「必ずトップに立ち、ダウンタウンのようになって見せます」と書いていた。
1990年
矢部浩之と『ナインティナイン』を結成。
「コンビ名の由来はブレイクダンスの難易度の高い技『1990』。」
1991年
岡村のみ吉本新喜劇のオーディションに合格し入団（同期に川畑泰史）するも、程なく吉本印天然素材に参加し東京進出。
1992年
「第13回ABCお笑い新人グランプリ」最優秀新人賞を受賞。感極まった岡村は司会の桂三枝（現・六代目 桂文枝）にインタビューされると号泣した。
1993年
この頃に東京に上京。後のメイン冠番組となる『めちゃ2イケてるッ!』（フジテレビ）の前身番組である『とぶくすり』（フジテレビ）が放送開始。さらに、とんねるずの番組の『ねるとん紅鯨団』（関西テレビ）にコンビで出演。この時に持ちネタであった「身長15xセンチ…」を披露し、爆発的に知名度が上がった。
1994年
『ぐるぐるナインティナイン』（日本テレビ）が放送開始。初のゴールデン冠番組となった。時を同じくして『ナインティナインのオールナイトニッポン』（ニッポン放送）が放送開始。
1996年
『オレたちひょうきん族』（フジテレビ）などの番組を残した土曜8時枠である『めちゃ2イケてるッ!』のメインメンバーとなり放送開始。
1997年
『めちゃ2イケてるッ!』の企画でSMAPのライブにジャニーズJr.のメンバーとして参加。最終的には中居正広のソロにもバックダンサーとして出演し、主役である中居正広が乗るはずの台にも乗って主役の座を奪った。お笑い芸人がダンサーとしてライブ出演したのは史上初のことであり、この放送はフジテレビ史にも残った。
1999年
『めちゃ2イケてるッ!』の企画で筑波大学体育専門学群を受験しようとしたが、センター試験の結果により受験ができなかった。そのため早稲田大学第二文学部を受験するも不合格となる。
『ASAYAN』（テレビ東京）収録中、ハエを捕まえようとして転倒し右腕を骨折。
2000年
クレジットカードをスキミングされ、60万円相当の被害にあう。岡村自身は現金主義者で、カードの使用額は月に4 - 5万円程度であり、不審に思った信販会社からの連絡により発覚した。
2004年
3月末に都内の自宅マンションが空き巣の被害に遭うが、被害品はなかった。
2010年
6月5日、体調不良を訴え、自身が出演予定だった舞台『二人前』を延期することを発表した。また、6月24日生放送の『ナインティナインのオールナイトニッポン』や、7月3日放送の『めちゃ2イケてるッ!』の収録を体調不良を理由に欠席。
翌週の7月1日生放送の『ナインティナインのオールナイトニッポン』や、7月17日放送の『めちゃ2イケてるッ!』の収録にて一旦復帰するも、その後も体調不良が続いたため、7月12日に検査入院し、15日に当面の間休養することが所属事務所から発表された。報道時点で復帰は未定としていた。
11月26日、所属事務所が翌27日放送（24日収録）の『めちゃ2イケてるッ!』にて芸能活動を再開することを発表、5ヶ月の休養から復活した。その後、他の番組にも順次復帰を果たす。
2013年
11月2日未明、神戸市中央区のクラブで、飛び入りでDJをしている時に、何者かにビール瓶を投げつけられ頭部を負傷し、病院で手当てを受けた。兵庫県警察生田警察署が傷害容疑で捜査する事態に発展した。
2014年
2月、終演間際の『笑っていいとも!』（フジテレビ）で司会のタモリに直談判し、不定期レギュラーの座を射止めた。
特別番組『6人の村人!全員集合』（TBS）にて、内村光良（ウッチャンナンチャン）との初のツーショットトークが実現した。
9月25日、相方・矢部の降板に伴い『ナインティナインのオールナイトニッポン』（第1期）が終了。翌週10月2日より岡村のみとなり『ナインティナイン岡村隆史のオールナイトニッポン』が放送開始。（2020年5月7日まで）
2020年
NHKの大河ドラマ『麒麟がくる』（NHK総合・BSプレミアム・BS4K）への出演が決定。
4月24日、ラジオ番組の生放送での発言を批判される。翌週の5月1日の放送で発言を謝罪。この際、スタジオに乱入する形で登場した相方の矢部から公開説教を受けた。
5月14日、相方・矢部の復帰により、『ナインティナインのオールナイトニッポン』（第2期）放送再開。
10月23日、一般人女性との結婚が一部で報じられ、『ナインティナインのオールナイトニッポン』内で同月10日に結婚していたことを公表した。（当日はaikoがゲスト出演をしていた。）
2022年
4月2日、吉本興業創業110周年特別公演『伝説の一日』の舞台上で、第1子の誕生を報告。
2023年
10月10日、番組収録中、跳び箱を跳んだ際に右足アキレス腱断裂の怪我をする。

## 人物

### 芸風
顔芸や運動神経を活かしたビジュアル的な笑いを得意とする。『とぶくすり』の「はばたけ!舞浜商科大学」のコーナーで2階から飛び降りたりダンスを披露するなどアクション芸人No.1と称された。小柄な体から繰り出されるハイテンションなキャラクターが特徴。錦野旦から、平成の孫悟空と呼ばれていた。岡村は「（小さい体に産まれたことに）感謝ですよね。他人と同じ踊りを踊っても、体が小さいから滑稽に見える」と自己分析している。後輩の梶原雄太とのコミカル対決をすることもある。
また、『めちゃ2イケてるッ!』で多々見せるお笑いや企画に真面目に取り組む様も特徴的で、番組スタッフ片岡飛鳥は「お笑い番組なのに真面目に取り組むところがもはや芸風」と評している。
俳優としても活躍している。主演映画『無問題』など映画には15本以上出演している。その一方でテレビドラマ出演に関しては消極的だったが、2020年度のNHK大河ドラマ『麒麟がくる』でドラマ出演を果たした。
憧れている人物は、志村けん・とんねるず・ダウンタウン。
志村けんが逝去した直後の『ナインティナイン岡村隆史のオールナイトニッポン』（2020年4月2日放送）では、志村との思い出話を約80分と番組の3分の2の時間を語り続けた。
松本人志に憧れ、一時期はしゃべりを目指していたが、「しゃべっておもろい芸人はたくさんいる。自分は動きで笑わしたい」と思い修正する。
『めちゃイケ』のコーナー「やべっち寿司」では、ビートたけしの鬼瓦権造のキャラをオマージュしたコスプレをしている。後にビートたけしが扮する本家、鬼瓦権造が同コーナーに出演し共演を果たす。
1999年度に受賞した『第22回日本アカデミー賞』で、受賞の挨拶で「将来は高倉健さんのような立派な俳優になりたいです」と語ったところ、同年「鉄道員」で最優秀主演男優賞受賞し、同席していた高倉健が、その場で立ち上がって拍手をし「頑張って下さい」とエールを送った。高倉とは2012年8月25日公開の映画『あなたへ』で念願の共演を果した。
他の芸人のネタを使ってしまうことが多く「パクリ芸人」という異名を持ち、『めちゃイケ』ではこの傾向を「真性パクリ病」といじられていた。ただし、岡村が番組で使い続けたことによりブレイクした芸人も多数おり、誰も知らないネタを発掘するという現象も起きている。近年はダイアン・津田篤宏のギャグ「ゴイゴイスー」をたびたび披露している。

#### 著名人に扮したコントキャラクター
- 小美輪明宏
- おかもんた（みのもんた）
- オカ山弁護士（横山昭二）
- オカ田武史 （岡田武史）
- オカ田英寿（中田英寿）
- オカダユウヤ（内田裕也）
- オカツネ（渡邉恒雄）
- チビタイガーマスク
- 岡田紳助（島田紳助）
- 岡所ジョージ
- 岡瓦権造、北野たかし（鬼瓦権造、北野武）
- 小和田アキ子
- オカスケ（ヨネスケ）
- 岡崎駿（宮崎駿）
- オカ田晋也（上田晋也）
- オカグチ氏（森口尚史）
- 岡子能収（蛭子能収）
- オカネ誠司（宮根誠司）
- オカ・ムーカス（ジョージ・ルーカス）
- 岡柳徹子（黒柳徹子）
- 岡村四郎（阿部四郎）
- オ室京介（氷室京介）
- オ村拓哉（木村拓哉）
- ドナルド・オカンプ（ドナルド・トランプ）
- オチロー（イチロー）
- m.c.O・T（m.c.A・T/富樫明生）
- リトルダディ（岡下隆史）（林下清志）

### 家族
岡村家の長男。父・治雄と母・悠美子（ゆみこ）、1歳下の妹・美穂（みほ、30代で結婚、長男と長女が居る。夫が東京へ出張の際に寄った居酒屋で志村けんに遭遇し、「ナインティナインの岡村の義理の弟です」と言ったエピソードがある）が居る。祖母も同居していたが、101歳で他界。テレビ露出の多い矢部家に対し、岡村の家族はメディアへの露出は一切ない。

### 身体的特徴
身長156cmだが、岡村家（岡村は長男）では一番身長が高い。2001年にはJRAジョッキーのCMキャラとして新人騎手を演じた。このCMのレースシーンはスタントマンを使わず、実際に岡村が馬に騎乗して撮影している。
即興でダンスの振り付けを覚えたり、普通は一年掛かると言われる競馬（キャンター）が3日足らずで出来たりするなど、芸能界屈指の運動神経の持ち主である。小学生時代に体操教室（オリンピックメダリストとなった男子体操の西川大輔も在籍していたスペック体操クラブ）に通っていたり、中学生時代にブレイクダンスに明け暮れていたりしたのが基礎となっている。

### 趣味・嗜好
ダンス
小学校6年生の頃に大阪梅田のナビオ前の歩行者天国でブレイクダンスを踊っている人に衝撃を受けたことがきっかけでブレイクダンスを始め、かつて関西域で人気を博した大阪のダンスチーム「Angel Dust Breakers」に中学生の時に、最年少メンバーとして所属し、梅田阪急ナビオ前で毎夜練習に明け暮れて関西2位になる。当時は茶色くした長髪で「キッド」の愛称で呼ばれていた。
2002年に『めちゃ2イケてるッ!』の企画でお笑いコンビのガレッジセール・ゴリとのブレイクダンス対決を行い、全国放送の大人気バラエティ番組であった為にブレイクダンスの認知度が急上昇し、この映像をきっかけにブレイクダンスに挑戦する若者が激増した。
日本のブレイクダンス業界とB-boyの間では、ブレイクダンスに市民権を与えた張本人として尊敬され、英雄として扱われている。
また、同番組での企画やキリンビバレッジ・NUDAのCM、応援ゲストとして出演した『第57回NHK紅白歌合戦』等で、切れ味の鋭いダンスを披露している。
DJ
自身のラジオのコーナーになるほどで、特に休養後から興味を持った。クラブ等のDJイベントにサプライズゲストとして定期的に参加している。なお、2013年には客からビール瓶を投げつけられ負傷するトラブルに遭っている。
模型作り
幼少期から模型を作ることが趣味で、戦車のプラモデルでジオラマを作っていた。タミヤの模型小冊子に投稿したこともある。
釣り
父の影響で始めた。『ぐるナイ』では釣りをテーマとした企画を年に数回放送している。芸人仲間と共に東京湾に船で夜釣りに出かける。1級小型船舶操縦士免許を取得している。YouTubeではFUJIWARA・原西孝幸とロンドンブーツ1号2号・田村亮と共に『原西フィッシング俱楽部』に出演している。
ゴルフ
2005年に『めちゃイケ』の企画で行われた横峯さくらとのゴルフ対決以降、プライベートでもよくゴルフをしている。
喫煙
かつてはかなりのヘビースモーカーであり、1日4箱ものたばこを吸うチェーンスモーカーだった。2008年に行われためちゃイケ禁煙デーと題した企画ではスタジオ収録だけで5本ものタバコを吸っており、収録後の休憩時間を合わせると同じ喫煙者である相方の矢部の倍近くを吸っていた。しかし、2010年の長期休養を機に禁煙している事を公言し、現在は吸っていない(なお、この際に同時に禁酒もしている事も明らかにした) 。この時にネタがスベった日に震えながらたばこを吸っていたことも多かったため、たばこを吸っているときのことを思い出したら苦しくなると明かしており、「やめたら楽」と語っている。
旅行
沖縄によく足を運んでおり、大好きな土地としている。沖縄（石垣島）でスキューバダイビングをすることが多い。近年ではまとまった休日がある度に、沖縄（石垣島）でスキューバを楽しんでいる。
2013年3月7日に開港した「南ぬ島石垣空港」のPR大使に就任し、就任式を2013年3月8日に同空港で行われた。大使就任の接点は、十数年前ロケで石垣を訪れて以来毎年訪れていることを挙げていた。なお、2020年10月に結婚を発表した際には、石垣市役所に「岡村隆史さん、ご結婚おめでとうございます。」と垂れ幕が掲げられた。
テレビゲーム
ジャンルを問わず幅広くプレイしている。ラジオで『ときめきメモリアル』や『パラッパラッパー』、『バイオハザードシリーズ』は短期コーナーを作るほどハマっていた。
音楽鑑賞
学生時代から久保田利伸の大ファンで、最も好きな邦楽曲は渡辺美里の「My Revolution」である。また、休養中にドラマ『ゲゲゲの女房』（NHK総合・BS2・BShi）を見ていた影響でいきものがかりのファンを公言しており、『ザテレビジョン』（2011年4月号）のインタビューで相方の矢部に「岡村さんはいきものがかりのありがとう聴き過ぎです。こないだのロケで岡村さんのありがとう待ちありましたやん！」 と言われたほど。
洋楽には疎く、大人になってからカーペンターズを初めて聴き感動したエピソードが『めちゃイケ大百科事典』（2001年 扶桑社刊）に掲載されている。
少女時代に非常にハマっている。「少女時代と会って話がしたい」という理由で、矢部が司会を務める音楽バラエティ番組『1番ソングSHOW』（日本テレビ）に少女時代を呼ぶよう提案した。しかし、2015年頃よりメンバーの交際宣言や活動停止等の影響で、少し距離を置いている。
2024年には「Mrs. GREEN APPLE」のツアーを観覧するなどしている。
熱帯魚
『オールナイトニッポン』の中でコーナーになるほど。
テレビ
お笑い芸人であるため芸の勉強ということもあるが、好んで色々なお笑い系の番組を観ている。休養中は、NHKの番組ばかり見ていた事を公言している。
『明日、ママがいない』（日本テレビ）への批判に疑問視しており、「これで放送中止になったら、もうテレビの未来はないです」「我々テレビで仕事する人間としましては、これ以上テレビの発展は見込めなくなりました」と辛辣な意見を述べた。なお、相方の矢部も岡村の意見に同意している。
『ゲゲゲの女房』や『あまちゃん』といった『連続テレビ小説』作品のファンである。
ラジオ
高校時代に『とんねるずのオールナイトニッポン』（ニッポン放送）のリスナーであった。ネタハガキも投稿していたが、一回も読まれたことがなかった。ペンネームは「ビーンとこけし」。後にこのペンネームは自身が担当しているラジオ番組の『ナインティナインのオールナイトニッポン』で番組本『ナインティナインのオールナイトニッ本』に掲載するネタを募集するコーナー名として使用された。
ネット
以前は相方の矢部と共に“アナログ芸人”と自称するほどパソコンやネットなどに関する事柄には疎かったが、2008年2月、それまで持っていたデスクトップタイプのウィンドウズ機に加えてノートパソコンのMacBookを購入。これを機にネットの基本操作をマスターし、“デジタル芸人”を自称するようになった。ただし、これはあくまでお洒落である自分を演出するためのことで、自分がやりたいことを達成して以降、パソコンとは距離を置いている。また、ブログやTwitterなどに対して否定的な発言が目立ち、特に炎上について神経質になっている。
2010年春の主演映画『てぃだかんかん〜海とサンゴと小さな奇跡〜』公開時には期間限定のブログをラフブロとGREE内に開設しており、更新期間が終了すると閉鎖し、過去ログもアクセス不能になった。
2014年6月、Instagramを公開開始。『東野・岡村の旅猿 プライベートでごめんなさい…』（日本テレビ）で撮影した写真などを公開している。
野球
「2023 ワールド・ベースボール・クラシック」を機に野球熱が高まり、2023年5月18日、パーソナリティを務める『ナインティナインのオールナイトニッポン』で突然、オリックス・バファローズ応援宣言をした。先日、東野幸治、ますだおかだ・岡田圭右にプロ野球球団「オリックス・バファローズ」のファンにならないかと熱烈な勧誘を受け、岡村はこの誘いを快く快諾。この日の放送では、新米オリックスファンとしてファンから教えを乞うていった。また、6月17日自身のInstagramのストーリーズ投稿で神宮球場で行われた、東京ヤクルトスワローズ対オリックス・バファローズの試合を観戦している事を投稿した。同年6月28日放送の『東野・岡村の猿旅』23「プライベートでごめんなさい...　神戸でキャッチボールをしようの旅 第二話」にて、東野、岡田、岡村の3人でほっともっとフィールド神戸に出向き、短時間ではあったがグラウンドでキャッチボールを行った、この際球場で背番号「02」のバファローズホームユニフォームをプレゼントされている。

### 愛称
愛称は、「おかむ」、「おかっち」、「岡ちゃん」（主に濱口優が呼ぶが、船越英一郎や森泉からも呼ばれていた。）、「岡ピー」（主に江角マキコが呼ぶ）、「小僧」（出川哲朗）（岡村も出川に対し、「出川哲朗」と呼び捨てにしたり、「海苔屋の息子」とたまに言うことがある。）、「おかたかリーダー」（堀内健）、「オカレモン」、「オカムーカス」、「猿の赤ちゃん」。主に高校時代の同級生や先輩、そして夫人から「オカチン」。相方の矢部は年下であることもあり普段は「岡村さん」と呼ぶ（初期の頃は岡村と呼び捨てだった。）がたまに「小ちゃいおっさん」、「おじいちゃん」と呼ぶ。テレビなどでも「岡村さん」と呼ぶことが多いが、時折「お前」と呼んでいる。仲の良くない学生時代の同級生からはダンサーと呼ばれる。

## 性格
人見知りする性格だが、収録ではそれを感じさせないほどのハイテンションで臨む。カメラが回っている時（アッパー）とそれ以外（ダウナー）との落差が非常に大きく、その差を他の芸人からネタにされることがある。
人見知りになったのは東京進出してから露骨に擦り寄ってくる人が増えたことによる人間不信によるもので、子供の頃は明るい性格だったという。
30代になってからは交友の幅を広げており、岡村は「20代は心のシャッターを閉めてたんですけど、（30代になってからは）ビックリするような人とゴルフ行ったりするし、色々な人と食事するようになった」と語っている。同期のへびいちご高橋とは仲が良く、大阪に帰る度に会っている。
同じことを何回も繰り返して言う癖がある。
潔癖症の節があり、特に異性に対しては過去の交際歴を気にするところがしばしば見られる。相手が岡村のことを好きだとしても、過去に付き合った男性が気になるからと、交際を断ることもあるようで、なかなか恋愛に発展しない。
透明感と清潔感のある女性が好みだと言い、仲間由紀恵や綾瀬はるか、新垣結衣がタイプだと公言している。
芸人観について「芸人は幸せになってしまっては、人を笑わせる事は出来ない。」と述べたことがある。また同書の対談の中で「自分は下積み経験がほとんどないので芸がない」「テレビの仕事が途切れたら、この世界に生き残ることは出来ないだろう」と述べている。
将来の老後について、テレビ・ラジオでは「大阪に帰って暮らしたい」または「沖縄で過ごしたい」と語っている。
日本の芸能界には人権が存在しないと主張している。

## 長期休養について
2010年に体調不良により約5か月の長期休養。発症に至るまでと、加療当時の詳細はテレビ・ラジオ番組で岡村自身が語っており、抑うつ傾向など、精神的な病であったことをほのめかしているものの、2022年現在、病名は公表されていない。岡村本人は、病気について「（頭が）パッカーンってなった」と表現している。

### 休養に至るまで
出演した映画『てぃだかんかん』の過密プロモーション、一人舞台『二人前』の準備などで多忙が続き、体調が悪化。体調悪化のきっかけについて岡村は、「舞台の台本の修正を行う際、集中するために密閉式のヘッドフォンを装着して、ずっと角砂糖を舐めながら行った。すると、気が付いたときには不眠不休で2日その作業を行っていて、立ち上がった時にはフラフラな状態だった。そこからスイッチが入ったままのような状態になって、夜眠れなくなった」と当時を振り返っている。
6月になると岡村の疲労は完全にピークに達しており、岡村に奇行が目立ち始める。楽屋に矢部が戻ると岡村がテーブルの上に座り、矢部に財布の中のお金を見せて（十分な収入があるのに）「俺、お金ないねん。どうしたらええやろ」と騒ぎ始めたという。この光景を目の当たりにした矢部は、岡村の仕事の継続は困難と判断。フジテレビでスタッフも見守る中、矢部が岡村に「休みましょう」と休養を勧めた。岡村は当初「休養だけはしない」と仕事の継続を懇願していたが、大谷マネージャーの勧めもあり検査入院し、その後休養することとなった。休養によって、一人舞台をはじめ、予定されていたスケジュールはすべてキャンセルされた。

### 休養中
休養中はバラエティ番組やサッカーワールドカップ中継を一切見ておらず、入院中は早朝からメジャーリーグ中継や『ゲゲゲの女房』を見ていたこと、退院後は淡路島でイカ釣りをしていたこと、一時はそのまま芸能界引退を考えたこと、ビートたけしや高倉健から手紙などが送られたこと、和田アキ子、東野幸治、中居正広らからは電話がかかってきた事を岡村は復帰後に語っている。

### 復帰後
約5ヶ月の休養後、2010年11月27日放送『めちゃ2イケてるッ!』にて芸能活動を再開。
一日に三度漢方薬を飲むようになり、芸能界きってのヘビースモーカーだった（アメリカンスピリットを愛飲していた）が、病気を機に完全禁煙。禁煙の影響もあって口寂しさから甘いもの（特にアイスクリーム、チョコモナカ）を食べまくり体重が激増した。マネージャーが差し入れで持ってきたアイスクリーム数個をその日のうちに完食してしまう程だった。太ったことで体つきが出川哲朗に似てきたと度々いじられ、『めちゃイケ』では2度にわたり出川との相撲対決が行われた。『ぐるぐるナインティナイン』では2011年5月・8月にダイエット企画が行われた。

## 出演
コンビでの出演歴についてはナインティナインを参照。

### テレビ番組

#### 現在の出演
レギュラー
- なるみ・岡村の過ぎるTV（2013年10月 - 、朝日放送） - MC・冠番組[31]
- おかべろ（2016年11月 - 、関西テレビ） - MC・冠番組[32][31]
- チコちゃんに叱られる!（2018年4月 - 、NHK総合） - レギュラー解答者[31]

特別番組
- 男子ごはんスペシャル（2009年1月4日 - 2019年1月2日・2023年1月3日、テレビ東京系） - 恒例ゲスト → 年一レギュラー
- さんま・岡村の花の駐在さん（2019年3月9日、朝日放送） - 主演
  - 岡村隆史の花の駐在さん（2020年 - （毎年1月2日）、朝日放送） - 主演

#### 過去の出演
レギュラー
- 東野・岡村の旅猿 プライベートでごめんなさい…（2010年10月 - 2025年3月、日本テレビ）- MC・冠番組
- ちょこっとイイコト 〜岡村ほんこん・しあわせプロジェクト〜（2011年4月29日 - 2012年3月16日、テレビ東京系）
- 家族になろう（よ）（2012年4月13日 - 9月7日、テレビ東京系）[31]
- 笑っていいとも!（2014年2月 - 3月31日、フジテレビ系） - とんねるず同様曜日不定レギュラー[注 4]。2月28日と3月20日に出演した。
  - 笑っていいとも!増刊号（2014年2月 - 2014年3月、フジテレビ系）
- 午前零時の岡村隆史（2013年11月6日 - 2014年4月2日、TBS系）[31]
- 時間がある人しか出れないTV（2015年1月20日（19日深夜） - 3月31日（30日深夜）・2015年12月30日（29日深夜）、TBS系） - MC
- 新しい波24（2017年4月4日 - 9月19日、フジテレビ系） - レギュラーゲスト[33][31]
- アイ・アム・冒険少年（2014年4月23日 - 2015年3月26日・2020年5月25日 - 2024年3月4日、TBS系） - MC[31]

特別番組
- さんま岡村祭り（日本テレビ系）
  - さんま&岡村のプレミアムトークショー 笑う!大宇宙スペシャル!!（2011年9月20日）
  - さんま岡村の日本人なら選びたくなる二択ベスト50!SP!（2012年5月29日）
  - さんま&岡村祭り オトコってバカねSP（2014年9月29日・2016年8月9日）
  - さんま岡村祭日本の長さんの悩み聞きます!（2018年1月26日）
  - いま知りたい天才5人VSさんま岡村SP（2019年10月11日）
- プロフェッショナル 仕事の流儀（NHK総合）
  - 高倉健インタビュースペシャル（2012年9月10日）
  - 放送10周年スペシャル 岡村隆史×プロフェッショナル（2015年10月26日）
- 岡村隆史も世界を釣ります!!あ!巨大魚が釣れた!?SP（2013年12月1日、BS日テレ）
- 岡村隆史のロマンSP巨大生物を捕獲せよ!世界モンスターハント（2013年12月22日、TBS系）
- 岡村隆史のスポーツ応援するぞ!（2014年1月3日 - 2015年11月1日、BSフジ）
- 6人の村人!全員集合（2014年8月20日、TBS系）
- 明石家ハッピー独身寮（朝日放送、2017年3月20日）
- 出川と爆問田中と岡村のスモール3（2018年12月22日 - 2023年9月30日、フジテレビ） - MC[31]
- オカムラ調査隊 世界の聖地はスゴかった! （フジテレビ、2019年1月2日）
- G-1グランプリ 吉本No.1ゴルフ決定戦（2019年12月7日・2020年12月27日・2021年12月26日、朝日放送）- MC
- パリまでに知っとかないと!〜クレイジーな新競技ブレイキン〜（2022年12月29日、RKB）
- 岡村隆史の川くだり なにわの川を食い倒れ!（2024年6月8日、テレビ大阪）[34]
- 岡村隆史の東京◯◯ガチ体験（2024年7月13日、BS朝日）[35]
- 岡ぶら☆探訪（2024年12月28日、BS朝日）[36]

### NHK紅白歌合戦出演歴
（NHK総合・ラジオ第1）
| 年度   | 放送回 | 回 | 備考                                                                     |
| ------ | ------ | -- | ------------------------------------------------------------------------ |
| 2006年 | 第57回 | 初 | 司会の中居正広との番組の企画で特別出演                                   |
| 2018年 | 第69回 | 2  | 自身が出演している「チコちゃん」のコラボで、12年ぶりに出演               |
| 2019年 | 第70回 | 3  | 前年同様「チコちゃん」のコラボで、出演・五木ひろしのサポートとしても出演 |
| 2020年 | 第71回 | 4  | 松任谷由実の時にSMALL3の一員として共演                                   |

### テレビドラマ
- ブラザーズ（1998年5月11日、フジテレビ系） - 警官 役
- ナニワ金融道（2005年1月3日、フジテレビ系） - 通行人 役
- 婚カツ!（2009年4月20日、フジテレビ系） - 商店街の人 役
- ATARUスペシャル〜ニューヨークからの挑戦状!!〜（2013年1月6日、TBS系） - 出前の男 役
- 絶対零度〜未然犯罪潜入捜査〜 （Season4） 第1話（2020年1月6日、フジテレビ系） - 犯人グループの1人 役
- 大河ドラマ 麒麟がくる（2020年、NHK総合） - 菊丸 役[39]

### テレビアニメ
- おしりたんてい×チコちゃんに叱られる ププッねらわれたチコちゃんのたからもの（2023年、NHK Eテレ） - オカムラ役

### 劇場アニメ
- それいけ!アンパンマン ばいきんまんとえほんのルルン（2024年） - すいとるゾウ 役

### 映画
- BeRLiN（1995年）
- 岸和田少年愚連隊 BOYS BE AMBITIOUS（1996年）-主演・小鉄 役
- 無問題（1999年） - 主演・川口大二郎 役
- ラッシュアワー2（2001年） - 字幕監修、ポスター出演
- 無問題2（2001年） - 主演・木村健介 役
- 大混乱〜ホンコンの夜〜（2001年）
- 踊る大捜査線シリーズ - 増田喜一 役
  - 踊る大捜査線 THE MOVIE 2 レインボーブリッジを封鎖せよ!（2003年）
  - 踊る大捜査線 THE MOVIE3 ヤツらを解放せよ!（2010年）
- ゲロッパ!（2003年） - 謎の男 役
- 妖怪大戦争（2005年） - 小豆洗い 役
- 少林少女（2008年） - 大学職員 田村龍司 役
- いけちゃんとぼく（2009年）
- 大怪獣バトル ウルトラ銀河伝説 THE MOVIE（2009年） - プレッシャー星人 役
- てぃだかんかん〜海とサンゴと小さな奇跡〜（2010年） - 主演・金城健司 役。第34回日本アカデミー賞では、この作品で話題賞（俳優部門）を受賞した。[40]
- シュアリー・サムデイ（2010年） - やっさん 役
- あなたへ（2012年） - お好み焼き屋のお客 役
- 土竜の唄 潜入捜査官REIJI（2014年） - 猫沢一誠 役
- LIFE!/ライフ（2014年） - ウォルター・ミティ（ベン・スティラー） 役（日本語吹き替え）
- 決算! 忠臣蔵（2019年） - 堤真一とW主演・矢頭長助 役[41]。第43回日本アカデミー賞では、この作品で優秀助演男優賞を受賞した。
- 半径1メートルの君～上を向いて歩こう～「本日は、お日柄もよく」（2021年2月26日、KATSU-do）[42]
- 妖怪大戦争 ガーディアンズ（2021年） - 小豆洗い 役[43]
- バイオレンスアクション（2022年、ソニー・ピクチャーズ エンタテインメント） - ヅラさん 役[44]

### インターネット配信
- めちゃ2ユルんでるッ!（2013年3月27日 - 、ゼロテレビ）

### ラジオ
- ナインティナイン岡村隆史のオールナイトニッポン(現 ナインティナインのオールナイトニッポン)（2014年10月2日 - 2020年5月7日、ニッポン放送）
  - 岡村はナインティナインのオールナイトニッポンから通算して30年以上担当しており、最長記録を維持している。

## 作品

### 広告
- ジオス
- 明治製菓
  - 『プッカ』
  - 『きのこの山』&『たけのこの里』（ラジオCMは「ナインティナインのオールナイトニッポン」とのコラボレーション）
  - 『アポロアイス』
- UCC
- 日本中央競馬会 (JRA) 『GO!JRA Jockeyキャンペーン』
- 日清食品 『どん兵衛』
- ポッカコーポレーション 『DRIVER』
- Xbox用ソフト『ブリンクス・ザ・タイムスイーパー』
- 富士急ハイランド
- パイオニア『レーザーディスクプレイヤー』
- サッポロビール『黒ラベル』
- リクルート『フロムエー』
- 日本信販（NICOS、田村正和と共演）
- ケンタッキーフライドチキン
- アステル関西（奥菜恵と共演）
- 日産自動車『ウイングロード』（初代、江角マキコと共演）
- 任天堂（岡村はマリオ、矢部はルイージに変身した。）
  - 『マリオパーティ7』（HOT MARIO BROS）
  - 『マリオカートDS』
  - 『マリオ&ルイージRPG2』
  - 『スーパーマリオストライカーズ』
  - 『マリオバスケ 3on3』
- 『CENTER FIELD 浦和美園』イメージキャラクター
- キリンビバレッジ 『NUDA』
- 日清食品『ラーメン屋さん』
- 麒麟麦酒『世界のハイボール』
- GREE携帯ゲーム（『踊り子クリノッペ』・『釣り☆スタ!』）

### 書籍
連載
- papyrus（雑誌）（幻冬舎、2006年2月号-2008年10月号）
  - 「岡村隆史のトーク出稽古『現闘者』」

グラビア・インタビュー記事
- 週刊プレイボーイ（セミヌード）（集英社、2010年18号）

### ミュージカル
- ライオンキング（2000年）岡村オファーがきましたシリーズにてガゼル・ハイエナ・草役で1公演のみの客演出演

### CD
- 想い出がいっぱい（1999年）- 主演映画『無問題』の主題歌。H2Oの同曲を広東語と日本語でカバー。
- 『無問題2 - オリジナル・サウンドトラック』
- EXILE6thアルバムEXILE LOVE（総合エンタテイメントバージョン）DISC3:DVD EXILE LIVE TOUR 2007 EXILE EVOLUTION〜SUMMER TIME LOVE〜 with Tour Document Movie（2007年8月5日 TOKYO BIG SIGHT） - 「めちゃイケ」の「岡村オファーがきましたシリーズ」の一環として出演。
- 「永遠プレッシャー」に収録
  - 永遠より続くように - OKL48名義
この曲に参加した時のポジションが入山杏奈と共にセンターであったので2016年現在、AKB48グループの曲のセンターを唯一務めた芸人となっている。

### ミュージックビデオ
- 「希望という名の光」山下達郎
  - 岡村主演の映画『てぃだかんかん〜海とサンゴと小さな奇跡〜』主題歌